# ラスベガス万才 (曲)
「ラスベガス万才」（原題：Viva Las Vegas）は、エルヴィス・プレスリーの楽曲。
1964年4月28日に発売されたレイ・チャールズのカバー「ホワッド・アイ・セイ」のB面に収録された。同年5月20日公開の映画『ラスベガス万才』の主題歌でもある。
ビルボード・Hot 100の29位を記録した。全英シングルチャートで12位。なおA面の「ホワッド・アイ・セイ」はビルボード・Hot 100で21位を記録した。

## カバー・バージョン
- 内田裕也 - 1964年7月に東芝音楽工業から発売されたシングルのA面。訳詞:三田恭次、編曲:寺内タケシ。B面は「ロール・オーバー・ベートーベン」
- ニーナ・ハーゲン - 1989年のアルバム『Nina Hagen』に収録。
- ブルース・スプリングスティーン - 1990年のトリビュート・アルバム『The Last Temptation Of Elvis』に収録[3]。1992年の映画『ハネムーン・イン・ベガス』に使用された。
- ZZトップ - 1992年のベスト・アルバム『Greatest Hits』に収録。1998年の映画『ビッグ・リボウスキ』に使用された。
- ショーン・コルヴィン - 1995年のトリビュート・アルバム『Till the Night Is Gone - A Tribute to Doc Pomus』に収録[4]。
- ドレッド・ツェッペリン - 1995年のアルバム『No Quarter Pounder』に収録。
- ビリー・スワン - 1999年のアルバム『Like Elvis Used to Do』に収録。
- ヴィンス・ニール - 2010年のアルバム『Tattoos & Tequila』に収録。
- ホリー・コール - 2012年のアルバム『Night』に収録。